# Matisia oblongifolia
Matisia oblongifolia là một loài thực vật có hoa trong họ Cẩm quỳ. Loài này được Poepp. & Endl. mô tả khoa học đầu tiên năm 1838.